# Jogo de Cena
Pour plus de détails, voir Fiche technique et Distribution.
Jogo de Cena (Jeu de scène) est un film documentaire brésilien réalisé par Eduardo Coutinho, sorti en 2007, qui aborde les limites entre réalité et fiction au cinema,.
En novembre 2015, le film est inclus dans la liste établie par l'Association brésilienne des critiques de cinéma (Abraccine) des 100 meilleurs films brésiliens de tous les temps.

## Synopsis
Après avoir répondu à une annonce dans les journaux, 83 femmes ont répondu et raconté leur histoire de vie dans un studio. Vingt-trois d'entre elles ont été sélectionnées et filmées dans un théâtre de Rio en juin 2006. En septembre de la même année, plusieurs actrices ont interprété, à leur manière, les mêmes histoires.

## Fiche technique
- Réalisation : Eduardo Coutinho
- Production : Matiza, VideoFilmes
- Scénario : Eduardo Coutinho
- Image : Jacques Heuiche
- Son : Valéria Ferro
- Montage : Jordana Berg

## Distribution
- Andréa Beltrão
- Fernanda Torres
- Marilia Pera
- Aleta Gomes Vieira
- Claudiléa Cerqueira de Lemos
- Débora Almeida
- Gisele Alves Moura
- Jeckie Brown
- Lana Guelero
- Maria de Fátima Barbosa
- Marina D'Elia
- Mary Sheila
- Sarita Houli Brumer

## Distinctions

### Récompenses
- Festival international du film de Punta del Este 2008 : prix du meilleur long métrage documentaire[4]

- Cines del Sur 2008 : prix du meilleur long métrage documentaire[5]

### Nominations et sélections
- Festival international du film de São Paulo 2007 : sélection officielle
- Festival international du cinéma indépendant de Buenos Aires 2008 : sélection officielle
- Festival du film de Tribeca 2008 : sélection officielle
- Festival international du film de Locarno 2008 : sélection officielle
- Festival du film de Los Angeles 2008 : sélection officielle